# Bromeliagrion
Bromeliagrion (лат.) — род стрекоз из семейства стрелок (Coenagrionidae).

## Описание
Крупные стрекозы с длиной брюшка больше 45 мм. Лоб округлый. Заглазных пятен нет. Крылья около 25 мм в длину и около 5 мм в ширину. Птеростигма занимает одну ячейку. Ноги короткие. Задние бёдра не выступают за пределы груди. На задних ногах коготки лапок с субапикальным зубчиком. Парапрокты на конце брюшка хорошо развиты. Личинки светло-коричневые. Усики состоят из 7 сегментов

## Биология
Обитают в дождевых тропических лесах на высоте от 1200 до 1400 метров. Имаго летают в сезон дождей с апреля по октябрь. Личинки развиваются в фитотельматах бромелиевых Aechmea sp. и Guzmania braziliensis.

## Систематика
Род включает три вида. Наиболее близким родом является Leptagrion, от которого отличается округлым лбом и развитыми парапроктами. По строению церок близок к родам Chromagrion и Pyrrhosoma, а по строению копулятивных органов самца напоминает гавайский род Megalagrion.
- Bromeliagrion beebeanum (Calvert, 1948)
- Bromeliagrion rehni Garrison, 2005
- Bromeliagrion fernandezianum (Racenis, 1958)

## Распространение
Встречается в Южной Америке: Эквадор, Венесуэла, Бразилия и Гайана.